# DDR-Badmintonmeisterschaft 1969
Die DDR-Badmintonmeisterschaft 1969 fand vom 19. bis zum 20. April 1969 in Potsdam statt. Es war die 9. Austragung der Titelkämpfe.

## Medaillengewinner
| Disziplin    | Gold                                                        | Silber                                               | Bronze                                                 |
| ------------ | ----------------------------------------------------------- | ---------------------------------------------------- | ------------------------------------------------------ |
| Herreneinzel | Edgar Michalowski (Einheit Greifswald)                      | Erfried Michalowsky (Einheit Greifswald)             | Joachim Schimpke (Aktivist Tröbitz)                    |
| Herreneinzel | Edgar Michalowski (Einheit Greifswald)                      | Erfried Michalowsky (Einheit Greifswald)             | Klaus Müller (Einheit Greifswald)                      |
| Dameneinzel  | Annemarie Richter (BSG Wismut Karl-Marx-Stadt)              | Christine Zierath (Einheit Kyritz)                   | Beate Herbst (HSG DHfK Leipzig)                        |
| Dameneinzel  | Annemarie Richter (BSG Wismut Karl-Marx-Stadt)              | Christine Zierath (Einheit Kyritz)                   | Monika Rath (Traktor Pätz)                             |
| Herrendoppel | Erfried Michalowsky Edgar Michalowski (Einheit Greifswald)  | Klaus Katzor Joachim Schimpke (Aktivist Tröbitz)     | Gerd Migdal Lothar Diehr (EBT Berlin)                  |
| Herrendoppel | Erfried Michalowsky Edgar Michalowski (Einheit Greifswald)  | Klaus Katzor Joachim Schimpke (Aktivist Tröbitz)     | Volker Herbst Gerd Pigola (HSG DHfK Leipzig)           |
| Damendoppel  | Ruth Preuß Beate Herbst (Einheit Kyritz / HSG DHfK Leipzig) | Monika Habanz Barbara Tarnick (Traktor Pätz)         | Ingrid Standtke Christine Naumann (Turbine Großenhain) |
| Damendoppel  | Ruth Preuß Beate Herbst (Einheit Kyritz / HSG DHfK Leipzig) | Monika Habanz Barbara Tarnick (Traktor Pätz)         | Gabriele Görner Michael (Empor HO Halle)               |
| Mixed        | Eberhard Hübner Karin Kattner (SG Gittersee)                | Alfred Petschik Annerose Theim-Borst (Einheit Gotha) | Gerd Migdal Renate Migdal (EBT Berlin)                 |
| Mixed        | Eberhard Hübner Karin Kattner (SG Gittersee)                | Alfred Petschik Annerose Theim-Borst (Einheit Gotha) | Helmut Fleischer Gudrun Scholz (Motor West Erfurt)     |